# Davle
Davle este un oraș târg în regiunea Boemia Centrală, Republica Cehă. Este situat la mai mult de 24 kilometri (15 mi) sud de Praga, la confluența râurilor Vltava și Sázava. Se află la o altitudine de 325 m deasupra nivelului mării. Are o suprafață de 7,474039 km². Populația este de 1.833 locuitori, determinată în 1 ianuarie 2024, pe criteriul de domiciliu.

## Istorie
Prima mențiune istorică a orașului Davle este fondarea mănăstirii benedictine a Sf. Ioan Botezătorul de către ducele boemian Boleslaus al II-lea în 999. Când mănăstirea importantă de la Sekanka a fost distrusă în 1278 de Brandenburg, clădirea monahală Davle a fost extinsă. Locul a devenit centrul comunităților religioase din zona Davle.
În 1310 Davle a primit o bulă papală  de la Papa Clement al V-lea, care i-a oferit drepturi de oraș comercial. Aceste privilegii și stema au fost conferite localității Davle de către Premysl Otakar al II-lea al Boemiei în secolul al XIV-lea.
În a doua jumătate a secolului al XIII-lea, a fost găsit aur la confluența râurilor și exctracția aurului  a dus la o perioadă de prosperitate pentru zonă. Localitatea a fost, de asemenea, un important punct de oprire pentru plutașii care se foloseau de cele două căi navigabile ca rute comerciale. Cu toate acestea, după ce mănăstirea a fost abandonată în 1517, Davle a decăzut iar la statutul de sat.
În 1848, Davle a fost încorporat într-o municipalitate împreună cu satele din apropiere, Mechenice și Svatý Kilián. În anii 1930, statutul satului a fost din nou revizuit. După încheierea celui de-al doilea război mondial, a fost repartizat districtului Okres Praha-jih. În anii 1950, Svatý Kilián și-a pierdut statutul de cătun. Din 1961, Davle era o municipalitate independentă din Praga-Mechenice.
În 1900, o linie ferată care leagă Davle de Praga a fost terminată. În vara anului 1968, au fost turnate mai multe scene pentru filmul The Bridge at Remagen (Ultimul pod pe Rin) pe vechiul pod Davelský.

## Industrii locale
Davle este cunoscut pentru ceramică, pentru prelucrarea metalelor și articole din piele, cum ar fi articole de șelărie și încălțăminte.

## Locuri de interes
- Mănăstirea Sf. Ioan Botezătorul lângă Davle.
- Biserica Sf. Kilian (în sudul orașului Davle).
- Capela Neo-Barocă a Vizitei Sfintei Fecioare Maria (construită în 1897).
- Ferma Sázava, care are un stejar protejat - monument al naturii.

## În prezent
La 11 martie 2008, Davle a primit statutul de oraș în Republica Cehă.
Zona este populară în rândul pietonilor și excursioniștilor, deoarece mai multe trasee turistice pe distanțe lungi trec prin oraș. Traseul de coastă Vltava-Sázava marcat cu roșu nr. 0001 din Vrané duce prin Libřice, de-a lungul liniei de cale ferată și în amonte de Sázava până la Pikovice. Traseul marcat cu galben nr. 6075 conduce de asemenea spre est, de-a lungul drumului II / 104 spre Chlomek și Petrov și spre Jílové; de-a lungul traseului similar este traseul de ciclism nr. 19 (până acum singurul traseu marcat de ciclism pe teritoriul Davle). Din Libřice, traseul nr. 1037 este marcat cu albastru și merge în est prin valea pârâului Zahořanský. Traseul marcat verde nr. 3041 duce de la Davle spre vest prin Sloup spre Bojov.
În 2006, în apropierea orașului a fost construită o nouă stație de epurare și tratare a apelor reziduale.
Davle are o rețea de magazine, facilități medicale, școală primară, oficiu poștal, sală de sport, centru al comunității, bancă de economii și bibliotecă.

## Galerie

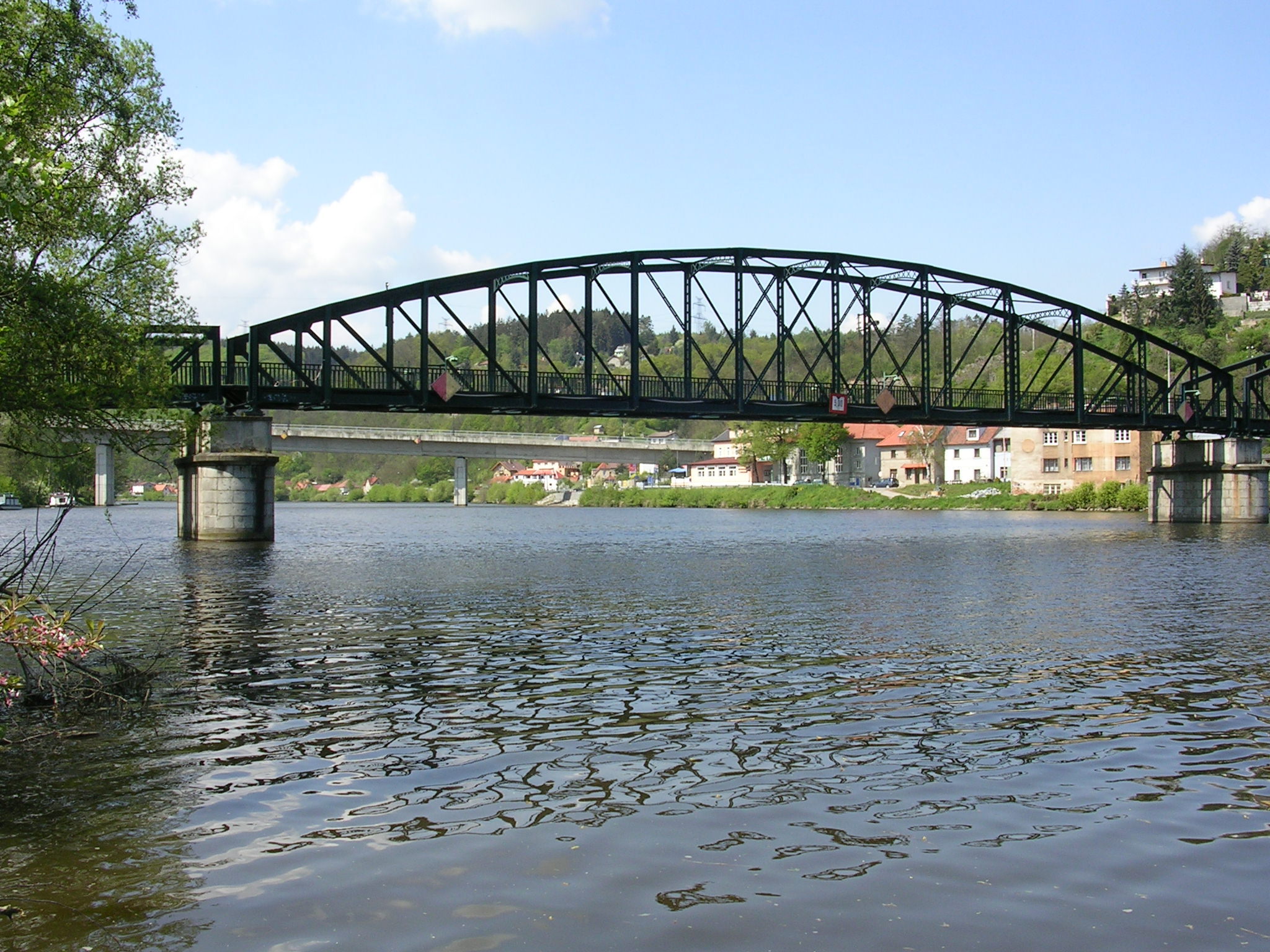
Podul Davelský, care a fost folosit în filmul The Bridge at Remagen (Ultimul pod pe Rin, 1968).
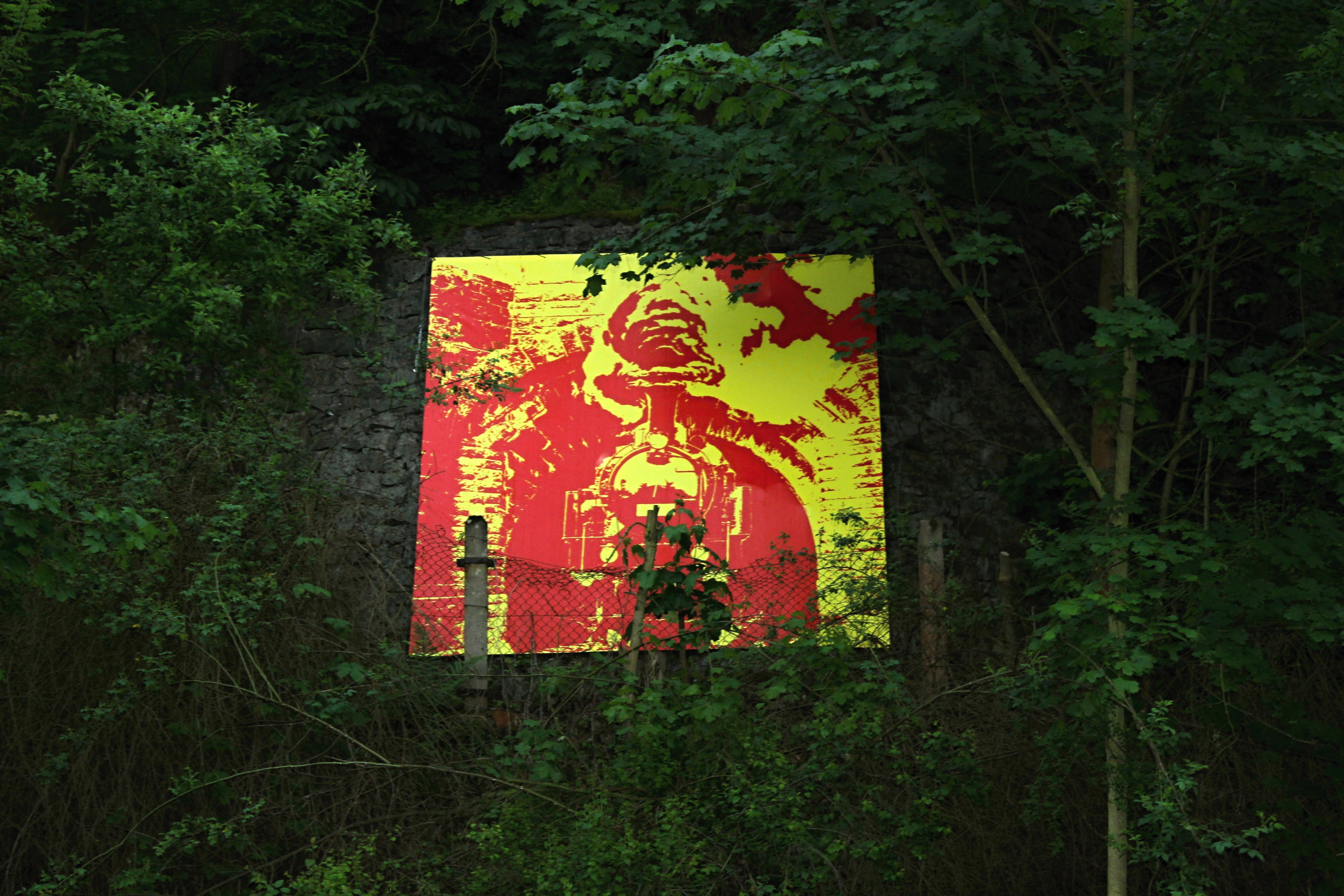
Rămășițe ale podului Davelský unde au fost filmate câteva scene pentru Ultimul pod pe Rin.
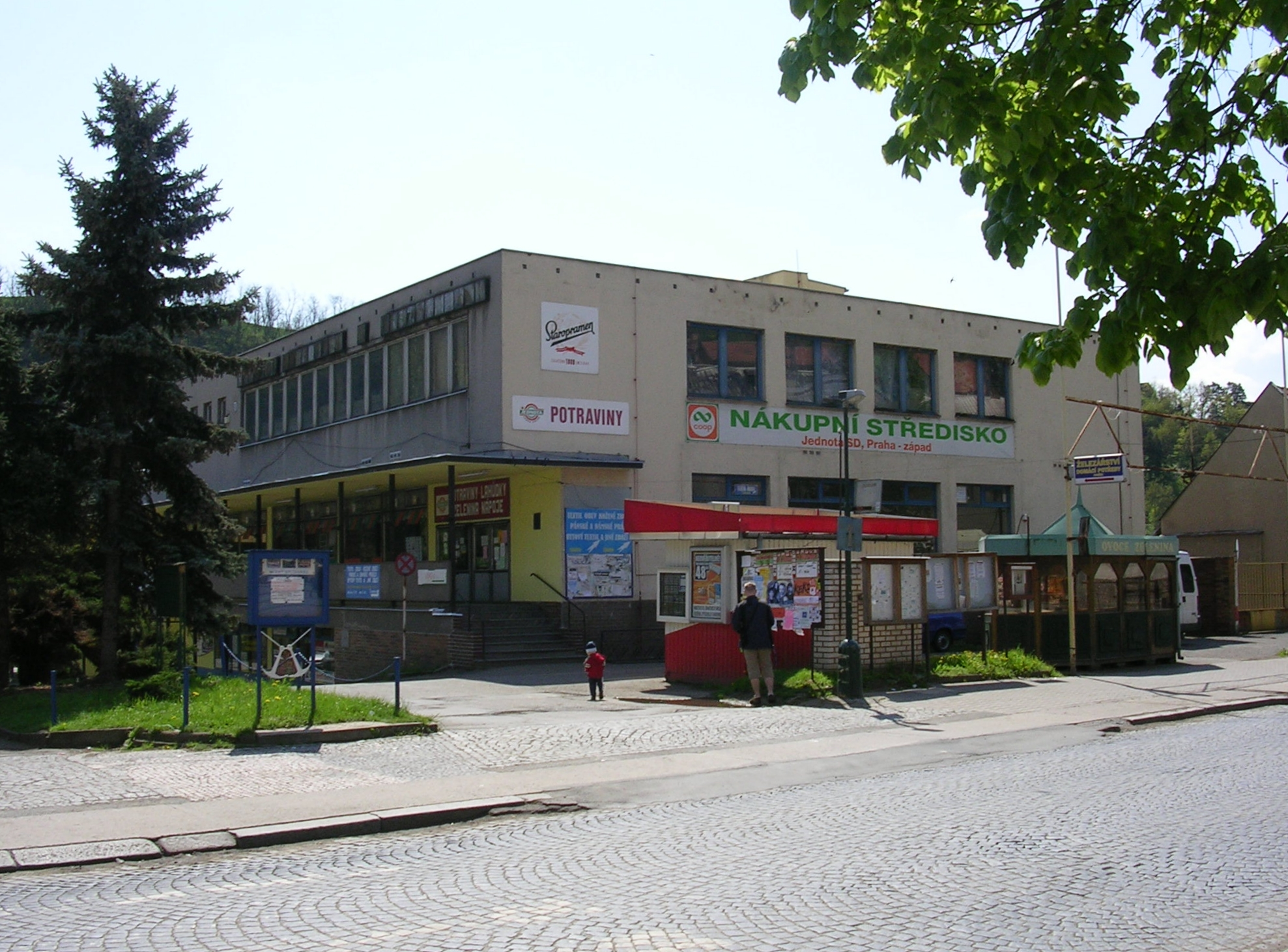
Centrul comercial din Unity Square, Davle.

## Vezi și
- Lista orașelor-târguri din Cehia
- Vladislav Vančura